# George Rigaud

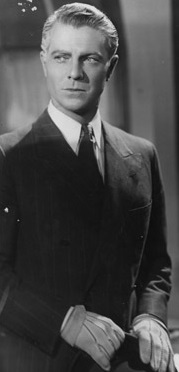
George Rigaud (1942)

George Rigaud (eigentlich Pedro Jorge Rigato Delissetche, * 11. August 1905 in Buenos Aires; † 17. Januar 1984 in Leganes) war ein argentinischer Schauspieler in meist europäisch produzierten Filmen.

## Leben
Rigaud, Sohn von nach Argentinien ausgewanderter Eltern italienischer und baskischer Herkunft, zog mit seinen Eltern 1914 nach Frankreich. Beim französischen Kino seit Anbruch des Tonfilmzeitalters aktiv, fand er rasch Arbeit. Ab seinem Filmdebüt 1931 sah man ihn überwiegend als gutaussehenden Liebhaber und Charmeur in Romanzen und Edelschnulzen mit historischem Hintergrund, seltener in Abenteuergeschichten. Er trat in den frühen 30er Jahren in einigen französischen Sprachversionen früher UFA-Tonfilme auf, war 1932 als Partner von Annabella in René Clairs Quatorze Juillet zu sehen und spielte in den Max-Ophüls-Filmen Liebelei (1934), Divine (1935) und Sans lendemain (1939). Daneben war er Komödiendarsteller in Filmen von Marcel L’Herbier, Jean de Baroncelli, Robert Siodmak und Viktor Tourjansky.
Infolge des Einmarsches der Wehrmacht in Frankreich wich Rigaud 1940 nach Italien aus, wo er kurzzeitig vor der Kamera stand. 1941 kehrte er nach Buenos Aires zurück und wirkte dort, nur unterbrochen von einem dreijährigen, wenig ergiebigen Aufenthalt (1945 bis 1948) in Hollywood, die kommenden 17 Jahre in argentinischen Filmen mit. Nach seiner Rückkehr nach Europa 1958 verkörperte er vor allem in Nebenrollen in spanischen und in zahlreichen italienischen Genrefilmen reifere Herren meist gutbürgerlicher Herkunft, deren äußeres, gepflegtes Erscheinungsbild sich manchmal als Fassade entpuppte. So war er oft als General, Rancher, Großgrundbesitzer, Politiker, Bankdirektor oder Priester zu sehen. 1981 spielte er seine letzte von fast 200 Film- und Fernsehrollen.
Rigaud starb bei einem Autounfall nahe Madrid, nachdem ihn ein Motorradfahrer angefahren hatte. Während seiner Karriere wurde sein Name meist dem Produktionsland angepasst; so wird er auch als Giorgio Rigato, Georges Rigaud, Jorge Rigaud oder Jorge Regaud geführt.

## Filmografie (Auswahl)
- 1932: Fantômas
- 1933: Der 14. Juli (14 Juillet)
- 1933: Liebelei
- 1936: U-Boot in Gefahr (Nitchevo)
- 1937: Eifersucht (Nuits de feu)
- 1938: Die Zehnte soll es sein (Accord final)
- 1940: Ohne ein Morgen (Sans lendemain)
- 1940: Verlassen (Abbandono)
- 1947: Vierzehn Jahre Sing-Sing (I Walk Alone)
- 1958: Sie lieben und bezahlen (Una vaso de whisky)
- 1959: Beherrscher der Meere (John Paul Jones)
- 1959: Rififi bei den Frauen (Du Rififi chez les femmes)
- 1961: Der Koloß von Rhodos (Il colosso di Rodi)
- 1961: Rendezvous in Madrid (The Happy Thieves)
- 1963: Das Geheimnis der schwarzen Witwe
- 1963: Das Geheimnis des Scaramouche (La máscara de Scaramouche)
- 1963: Die Kastilier (El valle de las espadas)
- 1964: Gesetz der Bravados (Brandy, el sheriff de Losatumba)
- 1964: Der Mord, der zweimal geschah (Constance aux enfers)
- 1964: Die schwarze Tulpe (La tulipe noire)
- 1964: Der Tiger parfümiert sich mit Dynamit (Le tigre se parfume à la dynamite)
- 1965: Ab heute wieder Niederschläge (Faîtes vos jeux, mesdames)
- 1965: Eine Bahre für den Sheriff (Una bara per lo sceriffo)
- 1965: Finger on the Trigger
- 1965: Die Hölle von Manitoba
- 1965: Unser Mann aus Istanbul (Operación Estambul)
- 1965: Die Verfluchten der Pampas (Pampa salvaje)
- 1966: 6 Kugeln für Gringo (Dos pistolas gemelas)
- 1966: Die 7 Pistolen des McGregor (7 pistole per i MacGregor)
- 1966: Die Black-Box-Affäre (Black Box affair - il mondo trema)
- 1966: Donner über dem Indischen Ozean (Tormenta sobre el Pacífico)
- 1966: Flitterwochen auf Italienisch (Viaggio di nozze all'italiana)
- 1966: Frauen, die durch die Hölle gehen
- 1966: La grande notte di Ringo
- 1966: Der große Coup von Casablanca (L’Homme de Marrakech)
- 1966: Rocco – der Mann mit den zwei Gesichtern (Sugar Colt)
- 1966: Der schwarze Skorpion (Cifrato speciale)
- 1966: Die fürchten weder Tod noch Teufel (Lost Command)
- 1966: Unter der Flagge des Tigers (El tigre de los siete mares)
- 1967: Cervantes – Der Abenteurer des Königs (Cervantes)
- 1967: Eine Kugel für Mac Gregor (7 donne per i Mac Gregor)
- 1967: Mister Dynamit – Morgen küßt Euch der Tod
- 1967: Sie nannten ihn King (King of Africa)
- 1967: Top Job (Ad ogni costo)
- 1968: An einem Freitag in Las Vegas (Las Vegas, 500 millones)
- 1968: Django spricht kein Vaterunser (Quel caldo maledetto giorno di fuoco)
- 1968: Die große Treibjagd
- 1968: Sie nannten ihn King (Caccia ai violenti)
- 1968: Der Tod fliegt nach Jamaica (Llaman de Jamaica, Mr. Ward)
- 1968: Weiße Westen für Ganoven (Uno scacco tutto matto)
- 1969: Nackt über Leichen (Una sull'altra)
- 1969: Friß oder stirb (Vivi o preferibilmente morti)
- 1969: Die Rache der glorreichen Sieben (Guns of the Magnificent Seven)
- 1969: Stukas über London (La battaglia d'Inghilterra)
- 1969: Um sie war der Hauch des Todes (Los desesperados)
- 1971: Kein Requiem für San Bastardo (A Town Called Bastard)
- 1971: Marta
- 1971: Nikolaus und Alexandra (Nicholas and Alexandra)
- 1972: Ben und Charlie (Amico, stammi lontano almeno un palmo)
- 1972: Die Farben der Nacht (Tutti i colori del buio)
- 1972: Das Geheimnis der blutigen Lilie (Perché quelle strane gocce di sangue sul corpo di Jennifer?)
- 1972: Ein Halleluja für Spirito Santo (Uomo avvisato mezzo ammazzato… Parola di Spirito Santo)
- 1972: Das Haus im Nebel (La mansion de la niebla)
- 1972: Horror-Expreß (Pánico en el Transiberiano)
- 1972: Trauma
- 1973: Auch die Engel essen Bohnen (Anche gli angeli mangiano fagioli)
- 1973: Fernfahrer – Abenteuer auf Spaniens Straßen (Los camioneros) (Fernsehserie, 1 Folge)
- 1973: Im Dutzend zr Hölle (Il consigliori)
- 1973: Der Teufel mischt die Karten (Tarot)
- 1974: Abenteuer im Land des Maharadschas (Le soleil se lève à l'est) (Fernsehserie, 1 Folge)
- 1974: Fantasma en el Oeste
- 1975: Die große Abrechnung (La última jugada)
- 1975: In meiner Wut wieg’ ich vier Zentner (Là dove non batte il sole)
- 1975: Im Auftrag von Madame (Fernsehserie, 1 Folge)
- 1975: Kara Ben Nemsi Effendi (Fernsehserie, 1 Folge)
- 1975: Labyrinth des Schreckens (Gatti rossi in un labirinto di vetro)
- 1975: Das Tal der tanzenden Witwen
- 1979: Timm Thaler (Fernsehserie)
- 1981: Maravillas